# Marri Oosterholt
Marri Oosterholt-Versteeg (Nieuw-Helvoet, 30 december 1918 - Leiden, 19 januari 2012) was een Nederlands kunstschilder. Ze was gespecialiseerd in stillevens, bij voorkeur van oude en verweerde, alledaagse spullen. In haar werk is soms sprake van expressief kleurgebruik en abstrahering van bepaalde motieven, maar ze bleef hoofdzakelijk figuratief werken. 

## Levensloop
Oosterholt-Versteeg groeit op in Rotterdam. Haar ouders zijn artistiek ingesteld en Marri tekent al van kleins af aan, onder meer objecten uit het ouderlijk huis. In 1937 gaat zij naar de Academie voor Beeldende Kunsten in Rotterdam. Daar krijgt zij onder meer les van Wilhelm Mühlstaff, docent stilleven en kunstgeschiedenis, en van Antoon Derkzen van Angeren. Vanaf 1941 werkt zij zelfstandig verder en het schilderen maakt ze zich eigenhandig meester.
In 1951 worden een aantal tekeningen van Oosterholt-Versteeg geëxposeerd in het Prentenkabinet van de Leidse universiteit. In dezelfde periode koopt Stedelijk Museum de Lakenhal een tweetal stillevens van haar hand. In 2001 en 2004 worden er overzichtstentoonstellingen van haar werk georganiseerd door respectievelijk Museum Flehite in Amersfoort en Museum Prinsenhof Delft. In 2022 besteedde Museum De Fundatie aandacht aan het werk van Oosterholt in de tentoonstelling 'Schoonheid en vergankelijkheid'..

## Nalatenschap
Oosterholt-Versteeg trouwde in 1945 met Gerrit Oosterholt (1919-2010) Tijdens hun huwelijk bouwden zij een rijke kunstcollectie op die zich laat kenmerken als een “laat-Bremmeriaanse” verzameling. Dit is een verzameling waarbij de uitgangspunten van kunstpedagoog Henk Bremmer als leidraad werd aangehouden. Het echtpaar benoemde de Gemeente Delft als enig erfgenaam van het complete oeuvre van Marri Oosterholt alsook de complete kunstverzameling. Na het in kaart brengen van alle nagelaten collectie, is een representatieve dwarsdoorsnede van ruim 90 werken aan de collectie van Museum Prinsenhof Delft toegevoegd. Het betreft zowel werken uit de kunstverzameling die aansluiten op de collectie van Museum Prinsenhof Delft, als een dwarsdoorsnede uit het oeuvre van Oosterholt.